# Cisternový vůz

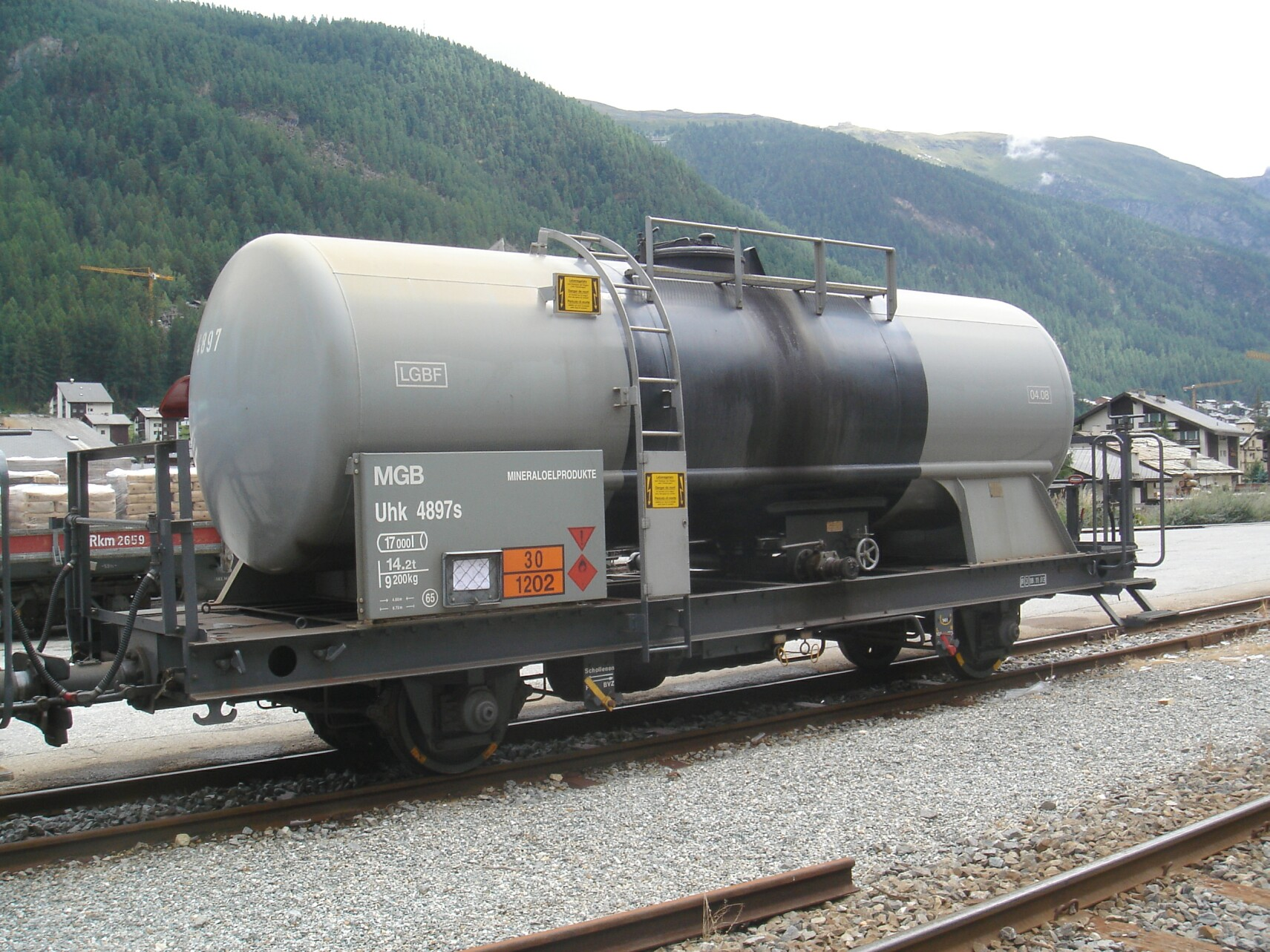
Cisternový vůz

Cisternový vůz nebo také kotlový vůz je nákladní železniční vůz určený pro přepravu kapalných produktů potravinářského nebo chemického průmyslu nebo stlačených a zkapalněných plynů. Některé cisternové železniční vagony jsou vybaveny topnými hady pro ohřev párou před vykládkou přepravovaného zboží nebo izolací kotle.